# Llac Motosu
El llac Motosu (本 栖 湖) és un dels cinc llacs del mont Fuji a la frontera amb la prefectura de Yamanashi. Amb un abisme de 138 metres és el 9è llac més profund del Japó.
La temperatura de l'aigua mai descendeix per sota de 4 ℃, de manera que és l'únic Fujigoko que no congelen a l'hivern.

## Formació
El llac Sai i el llac Shoji, van ser formats per un flux de lava que cobria el que avui és bosc Aokigahara. En capbussar-se en un llac enorme que una vegada van dominar la regió, aquest flux s'ha format tres petits llacs. Situat a 900 metres sobre el nivell del mar, que estan connectats per les aigües subterrànies.